# Az eurázsiai sztyeppe történelme

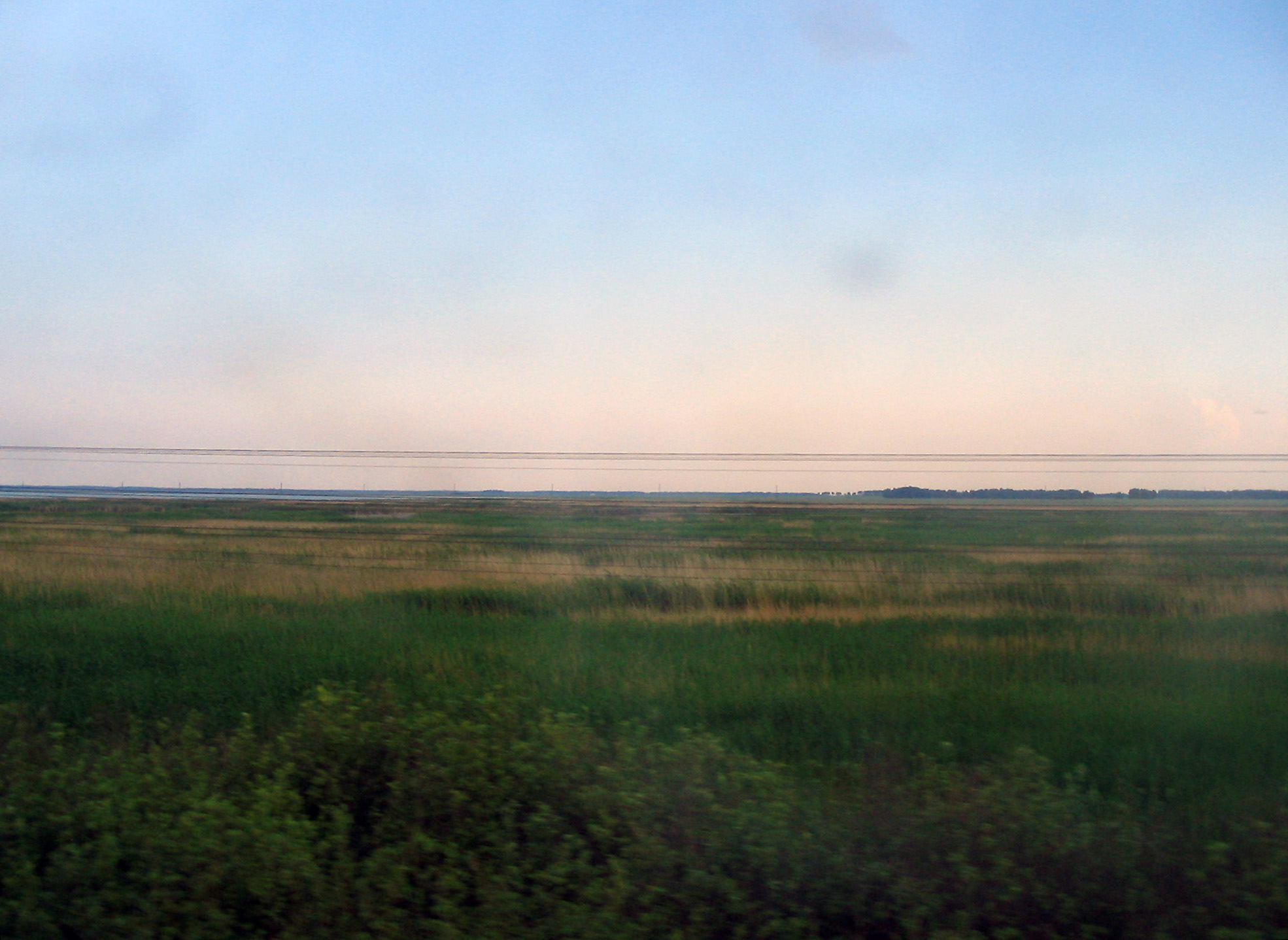
Az eurázsiai sztyeppe

Az eurázsiai sztyeppe történelme alapvető szerepet játszott Eurázsia és az emberiség történelmében. A hagyományos afroázsiai civilizációs központok, mint Egyiptom, Mezopotámia, Indus-völgy, Kína mellett az utóbbi évtizedek kutatásai nyomán nemrég felmerült az "egyenrangú" sztyeppei civilizáció is, mint a civilizációs folyamat egyik önálló forrása.
A sztyeppe soha sem volt egységes sem politikai téren (még a mongol invázió sem hozott teljes és tartós egyesítést), sem nyelvileg (iráni, törökségi, paleioszibériai és finnugor nyelvet beszélő közösségek folyamatosan változó összetételben jellemzik a sztyeppe területét), sem kulturálisan nem tekinthető homogénnek. A különbözőségek ellenére azonban a hasonló és organikus egységet jellemző alapvető jegyek (életmód, gazdaság, mentalitás, szokások, társadalmi hálózati kapcsolódás stb.) folytán méltán tekinthetjük az ókorban gyökerező nagy civilizációs régiók egyikének.
Mint a civilizáció közvetítője, az eurázsiai sztyeppe szerepe túlbecsülhetetlen. Óriási sík terület azonos szélességi fokon, ahol hasonló, de korántsem egyöntetű éghajlati körülmények között élnek egymástól földrajzilag távoli népek, akik egymás vívmányait az azonos, vagy nagyban hasonló életmód miatt könnyen átveszik. Kelet-nyugati irányban a vívmányok így sokkal könnyebben terjednek, mint északnyugati irányban (bár a sztyeppe-régió északi és déli szomszédaihoz is rendkívül intenzív szálakkal kapcsolódik). Nem véletlen, hogy a gyors kommunikációt lehetővé tevő küllős kerék és a lovas nomadizmus is a mérsékelt övi eurázsiai sztyeppén született meg. Előtte itt történt meg a ló háziasítása, a kommunikáció történetében az elektronika feltalálása előtt évezredekig a legfontosabb találmány.

## Az éghajlat szerepe a sztyeppe történelmében
Az eurázsiai sztyeppe a mérsékelt övbe, azon belül is a nyugati szél övezetébe esik, aminek fontos következménye, hogy az Atlanti-óceán felől érkező kezdetben nedves légtömegek folyamatos, de kelet felé egyre csökkenő mértékű csapadékkal látják el a sztyeppe területét, amihez a sztyeppe lakóinak alkalmazkodniuk kellett úgy, hogy kelet felé növekszik az állattartás és csökken a földművelés jelentősége.Erre az állandó éghajlati sajátosságra ülnek rá a globális éghajlatváltozások, felmelegedések, lehűlések, csapadékosabbá, illetve szárazabbá váló periódusok, amelyekre már rövidebb távon kell válaszolniuk az ott élő népeknek. Ez a válasz mindig lehet az életmódváltás, de ez időnként fájdalmasabb, mint az életmódhoz való ragaszkodás, amit odébbvándorlással lehet megőrizni. Ha az éghajlat csapadékosabbá válik, akkor több lehetőség nyílik az élelmiszertermelésre, nincs vándorlási kényszer, a régi életmódot lehet új elemekkel bővíteni a régi feladása nélkül. Ez nem alapvető probléma, az ilyen időszakok nem okoznak drasztikus változást, hacsak nem elmocsarasodásról van szó. Más azonban a kiszáradás időszaka, ami rögtön éhínséggel jár. Ilyenkor kézenfekvő az elvándorlás a csapadékosabb területre, ami az eurázsiai sztyeppén egyértelműen nyugat felé vándorlást jelent a fentebb vázolt éghajlati okok miatt. Az ilyen száraz periódusok okozták a történelemben sokszor bekövetkező nagy népvándorlásokat, amelyek története némi egyszerűsítéssel az eurázsiai sztyeppe történelme.

## A sztyeppe történelmének áttekintése
A sztyeppén az írás csak az i. e. 1. évezredben jelent meg, illetve ebből az időből vannak először töredékes, értelmezhető forrásaink. Bár a Kárpát-medencéből az i. e. 4. évezredből előkerültek képírásra emlékeztető jelek, ezek megfejtése és értelmezése, hogy egyáltalán írásról van-e szó, még várat magára. Az írás előtti időszakról a régészet módszereit kell segítségül hívni, aminek fontos eszköze a dendrokronológia és a radiokarbon kormeghatározás. Az i. e. 3. évezredben a már számunkra is megfejthető írás megjelent Mezopotámia majd később a Mediterráneum területén, ettől kezdve már ritka, majd lassan szaporodó írásbeli forrásokra is támaszkodhatunk a sztyeppei történelem megismeréséhez.

### Az i. e. 4. évezred
Az Araltól észak-északkeletre fekvő kazah sztyeppén az i. e. 3500 körüli botaji kultúra hagyatékában találták az eddigi legrégebbi bizonyítékot arra, hogy háziasított lovat húsáért tartottak, de fejték és hámba is fogták, esetleg meglovagolták őket. 

### Az i. e. 3. évezred
A kainozoikumi eljegesedés mai melegedési fázisa (interglaciális) már 12 000 éve tart kisebb-nagyobb ingadozásokkal. Az i. e. 3. évezred végén egy ilyen ingás következett be, ez az első, amelyiket talán már a sztyeppéről kiinduló első ismert népvándorlás elindítójaként is értékelhetünk. A globális jelleget bizonyítja, hogy más térségekben például ekkor tűntek el Líbia területéről a korábbi egyiptomi ábrázolások szerinti fás ligetek, és valószínűleg emiatt lett vége az Egyiptomi óbirodalomnak. Ehhez az időszakhoz köthető a gutik megjelenése Mezopotámia területén, a sumerek és akkádok hanyatlása és ekkor jelentek meg a hettiták Anatóliában és a görögök a későbbi Görögország területén. Az indoeurópai népek első ismert mozgása sokak szerint ekkoriban éppen a sztyeppéről indult ki, és ez lehet a sztyeppe történelmének első történeti szerepe, bár e kérdés megnyugtató választ még nem kapott.
A finnugor őshaza egyes elméletei szerint a halászó-vadászó urali népek szállásterületén, az Uráltól nyugatra a növényföldrajzi határok eltolódtak, a finn-permi népek nyugat felé, a szamojédek kelet felé húzódtak, a terület déli részén élő ugorok viszont helyben maradtak és áttértek a földművelő-állattenyésztő életmódra. Elképzelhető, hogy kapcsolatba kerültek az ekkor tőlük keletre, az Altaj hegységtől északra élő török népek elődeivel is, hiszen e korban Eurázsia szerte már nagyon távoli régiók kulturális kapcsolatairól tudunk (pl. Mezopotámia és az Indus völgy), és a fémek legkorábbi felhasználása terén Közép-Ázsia, az Urál térsége és az Altaj különösen fontos régió volt.
Az ezredfordulótól kezdve a háziasított ló már az Ural déli részén is jelen volt. 

### Az i. e. 2. évezred
A régészet eredményei szerint az évezred elején az Aral-tó és az Ural közötti területen feltalálták a küllős kereket, ami azután gyorsan elterjedt déli irányban, és a történelem színpadán a hurrik révén megjelent Mezopotámia területén, mint a harci kocsik alkatrésze, de a hettiták is első alkalmazóik közé tartoztak. A hurrik esetén érződik az erős indoiráni kapcsolat, miután királyaik és harckocsizó nemességük az arjannu is szanszkrit nevűek, annak ellenére, hogy ők maguk nem az indoeurópai, hanem a kaukázusi nyelvcsaládhoz tartoztak. A tudomány vitatott kérdése az indoeurópai őshaza kérdése is, mint minden őshazakérdés, ennek része az indoiráni őshaza, ami talán a küllős kerék feltalálási területére tehető, már az indoeurópai egység felbomlása után.
Az i. e. 2. évezred első felében, az i. e. 17. század környékén talán újra történt egy éghajlati változás, mert ekkor megint jelentős változások történtek a Közel-Keleten. A hükszoszok megdöntötték az Egyiptomi Középbirodalmat, a kassúk pedig az Óbabiloni Birodalmat. A kassúk és hükszoszok identitása vitatott, talán azonosak, talán nem, talán indoeurópaiak legalább a kassúk, talán nem, de közös bennük a harci kocsi használata. Ezután viszont a biztosan nem indoeurópaiak és nem sztyeppei származásúak is átvették a harci kocsi használatát.
Az i. e. 12. század elején ismét globális klímaváltozásról tanúskodnak a történeti források, a régészet és a klimatológia eredményei. A Közel-Keleten és Anatóliában visszaesett a mezőgazdasági termelés, és a tengeri népek támadásai következtében összeomlott a Hettita Birodalom, a minószi és a mükénéi civilizáció. Egyiptom és Asszíria sikeresen ellenállt, de jelentőségük lecsökkent. Az ezt követő ún. sötét korból hiányoznak az írott források, a régészet a civilizáció visszaeséséről tanúskodik.
A finnugor őshaza egyes elméletei szerint ebben a korszakban az Uraltól keletre eső területen, az ekkor földműveléssel és állattenyésztéssel foglalkozó ugorok szállásterületén lehűlés következett be, a terület elmocsarasodott, az obi-ugorok visszatértek a halászó-vadászó életmódra, a magyarok elődei viszont délre vándoroltak az Iszety–Tobol–Irtis közötti területre, az Aral-tótól északra eső vidékre. Tőlük délre ekkoriban iráni nyelveket beszélő népek éltek, akik korábban itt, a nyugat-ázsiai sztyeppén háziasították a lovat, de legalábbis részesei voltak a folyamatnak. A legrégebbi lovas temetkezéseket az andronovói kultúra hagyatékában találták. 

### Az i. e. 1. évezred
A szárazabbá vált pusztán az évezred elején alakult ki a legelőváltó lovas pásztorkodás. Dél-Szibériában, Mongóliában és Kína északnyugati részén, ahol a változások kezdődtek, az i. e. 9–8. századtól hódított teret a legelőváltás gyakorlata.
A legelőváltó gazdálkodás kialakításában – Veres Péter szerint – szerepet játszottak az általa iráni nyelvűnek mondott szkíták, szakák és jüecsik, illetve Hvárezm lakossága, s valószínűleg a magyarok ősei is. Harmatta János szerint a magyar nyelv lótartással kapcsolatos egyes szavai kelet-iráni nyelvekből származnak, s mint ilyenek, az iráni nyelvű népek befolyását bizonyítják. Először a vaskor kezdetétől, a róluk szóló írásos feljegyzések támaszával lehet pontosabban azonosítani a pusztai népeket.
Az i. e. 8. században a pusztai népek nyugati irányba mozdultak el. Ekkor a puszta nyugati részét, a Fekete-tenger északi partján a kimmereknek vagy korai szkítáknak is nevezett agathürszök uralták. Egy részük a királyi szkíták vándorlása nyomán Délkelet-Európába költözött.
A Kárpát-medencébe az i. e. 8–6. században bevándorló szkíták az Erdélyi-medencét foglalták el, valamint az Alföld nagyobbik, északi felét, illetve a Kisalföld északi tartományait. A Dunántúlon ekkor vegyes népesség, illírek és a hallstatti műveltséget képviselő kelták laktak.

## A sztyeppei civilizáció jellemzői
Egyetlen kulturális régió, közösség sem létezhet teljes izolációban, a nagyobb kultúrkörök sem. A jelenségek legtöbbje nem csak egy az adott régióra jellemző. Néhány régió társadalmát, technológiai fejlettsége, társadalmi összetettsége, illetve a történelmi folyamatokban való részvétele miatt az újkori tudomány "kitünteti" a civilizáció "rangjával", azonban ez a fogalom csupán annyit jelent, hogy sajátosságai, jelentősége révén a ma embere különös figyelmet fordít rá, szerepét ismeri, elismeri.
A sztyepperégió markánsan elkülöníthető más régióktól a következő területek alapján, mint minden régió minden másiktól:
- életmód: a gazdaság összetett, földművelést és állattartást egyaránt magában foglal, de a nagyállattartás és a lovas nomadizálás kiemelkedő jelentőségű, így gyakran - tévesen - csak ezzel jellemzik
- anyagi kultúra: ennek számos stílusjegye
- szellemi kultúra: egyes folklórjelenségek, szokások, erkölcsi attitűd és mentalitás stb.

### Hivatkozott források
- ↑ Veres Etnogenezis:  Veres Péter (2007). „A magyar nép etnogenezise” 4. szám, Kiadó: História folyóirat. [2010. március 27-i dátummal az eredetiből archiválva]. HU ISSN 0139-2409. Index 25384.
- ↑ Harmatta Iráni ősmagyar:  Harmatta János. Iráni nyelvek hatása az ősmagyar nyelvre, Honfoglalás és nyelvészet. Balassi Kiadó, Budapest, 71–83. o. (1997). ISBN 963-506-108-0
- ↑ Exeter Botai 2009:  Exeter archaeologists find earliest known domestic horses, 2009. március 5. (Hozzáférés: 2011. augusztus 13.)
- ↑ Veres Életmód:  Veres Péter. A honfoglaló magyarok életmódjának vitatott kérdései, Honfoglalás és nyelvészet. Balassi Kiadó, Budapest, 109–134. o. (1997). ISBN 963-506-108-0
- ↑ Kovács: Szkíta aranykincsek:  Előszó (részlet), Szkíta aranykincsek kiállítási katalógusa (2009).  História,  4. sz. (2011)   13. o.

### Egyéb
- ↑ Harmatta Magyarok görög forr:  Harmatta János. A magyarok nevei a görög nyelvű forrásokban, Honfoglalás és nyelvészet. Balassi Kiadó, Budapest (1997). ISBN 963-506-108-0
- Jared Diamond: Háborúk, járványok, technikák (Typotex kiadó 2001) ISBN 963-9132-89-6
- Csáji László Koppány: A sztyeppei civilizáció és a magyarság (Napkút Kiadó, Budapest, 2007) ISBN 978-963-8478-76-4